# Pena de morte na Costa Rica
A pena de morte foi abolida na Costa Rica em 1877.A Costa Rica foi um dos muitos países a abolir a pena de morte em 1882.A Costa Rica foi um dos três países a abolir a pena de morte para todos os crimes logo no início do século XX. Em 7 de novembro de 1969, a Costa Rica participou da Convenção Americana sobre Direitos Humanos.A Costa Rica e os Estados Unidos assinaram um acordo de extradição em 10 de novembro de 1922 referente à pena de morte.O Ministro de Relações Exteriores da Costa Rica declarou "que se entende que o governo dos Estados Unidos da América garante que a pena de morte não será aplicada aos criminosos entregues pela Costa Rica aos Estados Unidos por qualquer um dos crimes enumerados no referido tratado ". 